# 北勢町
北勢町（ほくせいちょう）は、かつて三重県員弁郡に存在した町。「北勢地方」が町名の由来である。
2003年（平成15年）12月1日、員弁郡員弁町・大安町・藤原町と合併していなべ市が発足し、北勢町は廃止された。

## 地理
三重県北部に位置し、岐阜県、滋賀県に接する。
- 山：養老山地、鈴鹿山脈

### 隣接していた自治体
- 三重県
  - 員弁郡 - 員弁町、大安町、藤原町
  - 桑名郡 - 多度町
- 岐阜県
  - 海津郡 - 南濃町
  - 養老郡 - 養老町、上石津町
- 滋賀県
  - 神崎郡 - 永源寺町

## 歴史
- 1955年（昭和30年）4月1日 - 阿下喜町・十社村・山郷村が合併して北勢町が発足。
- 1955年（昭和30年）8月1日 - 治田村を編入。
- 2003年（平成15年）12月1日 - 員弁町・大安町・藤原町と合併していなべ市が発足。同日北勢町廃止。

## 教育

### 中学校
- 北勢町立北勢中学校

### 小学校
- 北勢町立阿下喜小学校
- 北勢町立治田小学校
- 北勢町立十社小学校
- 北勢町立山郷小学校

### 社会教育
- 北勢町民会館
  - さくらホール
  - 北勢町図書館

## 交通

### 鉄道
- 三岐鉄道
  - 三岐線：伊勢治田駅
  - 北勢線：麻生田駅 - 阿下喜駅

過去に六石駅があった。

### 道路
国道
- 国道306号
- 国道365号

三重県道
- 主要地方道
  - 5号北勢多度線
  - 25号南濃北勢線
- 一般県道

- - 126号養老公園庭田線
  - 157号川原北勢インター線
  - 606号鼎田辺線
  - 607号畑毛本郷線

- - 608号畑毛東貝野阿下喜線
  - 609号東貝野南中津原丹生川停車場線
  - 610号南中津原畑新田線
  - 615号西野尻垣内線

## 名所・旧跡・観光スポット・祭事・催事

### 名所・旧跡
- 東林寺（宝篋印塔）
- 行順寺- 蓮如上人の御旧跡で、毎年四月下旬の土日の蓮如忌(宝物開帳)がある。
- 麻績塚古墳
- 桜番所跡
- 治田城跡
- 治田鉱山跡

### 祭事・催事
- 行順寺御開帳（4月）
- あじさいまつり（6月）
- 八幡祭（7月）
- 花火大会（8月）
- カラオケ大会（8月）
- 丸山踊り（10月）
- 獅子舞（10月）
- おみおく練り（10月）
- ほくせいわくわくフェスティバル（11月）

### 娯楽施設
- 北勢文化映劇 - 映画館。1960年頃の員弁郡には北勢文化映劇のほかに、員弁町に梅戸井会館があった[注 1]。

## 著名な出身者
- 伊藤清 - 数学者。
- 伊藤竜馬 - プロテニス選手。
- 二之部守 - 実業家。女優・横山めぐみの夫。
- 安田安之 - テルアビブ空港乱射事件実行犯。
- 安田喜憲[2] - 地理学者、環境考古学者[3]。